# Oroszfalva
Oroszfalva (románul: Rușeni) falu Romániában, Szatmár megyében.

## Fekvése
Szatmár megyében, Szatmárnémetitől délkeletre, Hirip és Amac között fekszik.

## Története
A település a 16. század közepéig a Drágfiak birtoka volt, és a Bélteki uradalomhoz tartozott.
A 16. század közepe után koronabirtok, és a Szatmári vár része lett.
1673-ban egészen idáig terjedt a török hódoltság, s a váradi török basa, mint a falu földesura levélben kérte az oroszfalusi jobbágyokat, kik elszéledtek, hogy jöjjenek vissza, megelégszik a legkisebb adóval is, amennyit ők maguk üzennek a madarásziakkal; de ha vissza nem térnek,"elsepri őket, ha az ökör szarvában rejteznek is".
A 18. században a községet Szatmár város előbb bérbe vette, majd egészen megszerezte.
A 19. század közepéig a település fele Szatmár városáé, a másik felén a Mándy család és az Éles család osztozott.
A 20. század elején nagybirtokosa nem volt.
Az 1900-as évek elején a Szamos melletti kisközségnek 461 lakosa volt, kik közül 6 református, 44 izraelita, a többi görögkatolikus volt. A falu neve 1911-ben már Orozfalva volt.

## Nevezetességek
- Görögkatolikus temploma – 1862-ben épült.